# Kujavien-Pommerns vojvodskap
Kujavien-Pommerns vojvodskap (polska województwo kujawsko-pomorskie) är ett vojvodskap i centrala Polen med en yta på 17 971 km² och omkring 2 091 000 invånare (2014). Vojvodskapet har fått namn efter landskapen Kujavien och Pommern (mer specifikt Pommerellen). Huvudstäder är Bydgoszcz och Toruń. Andra större städer är Włocławek, Grudziądz och Inowrocław. 